# 이규홍 (1881년)
이규홍(李圭弘, 1881 ~ 1928)은 대한민국의 독립운동가이다.

## 생애

### 이력
- 1924년 12월 16일 박은식 내각의 외무부 총장 겸 재무부 총장에 임명되었다.[1]

## 같이 보기
- 대한민국 임시정부
- 박은식
- 김갑
- 오영선
- 이동녕
- 이시영